# Silberperlenwanze

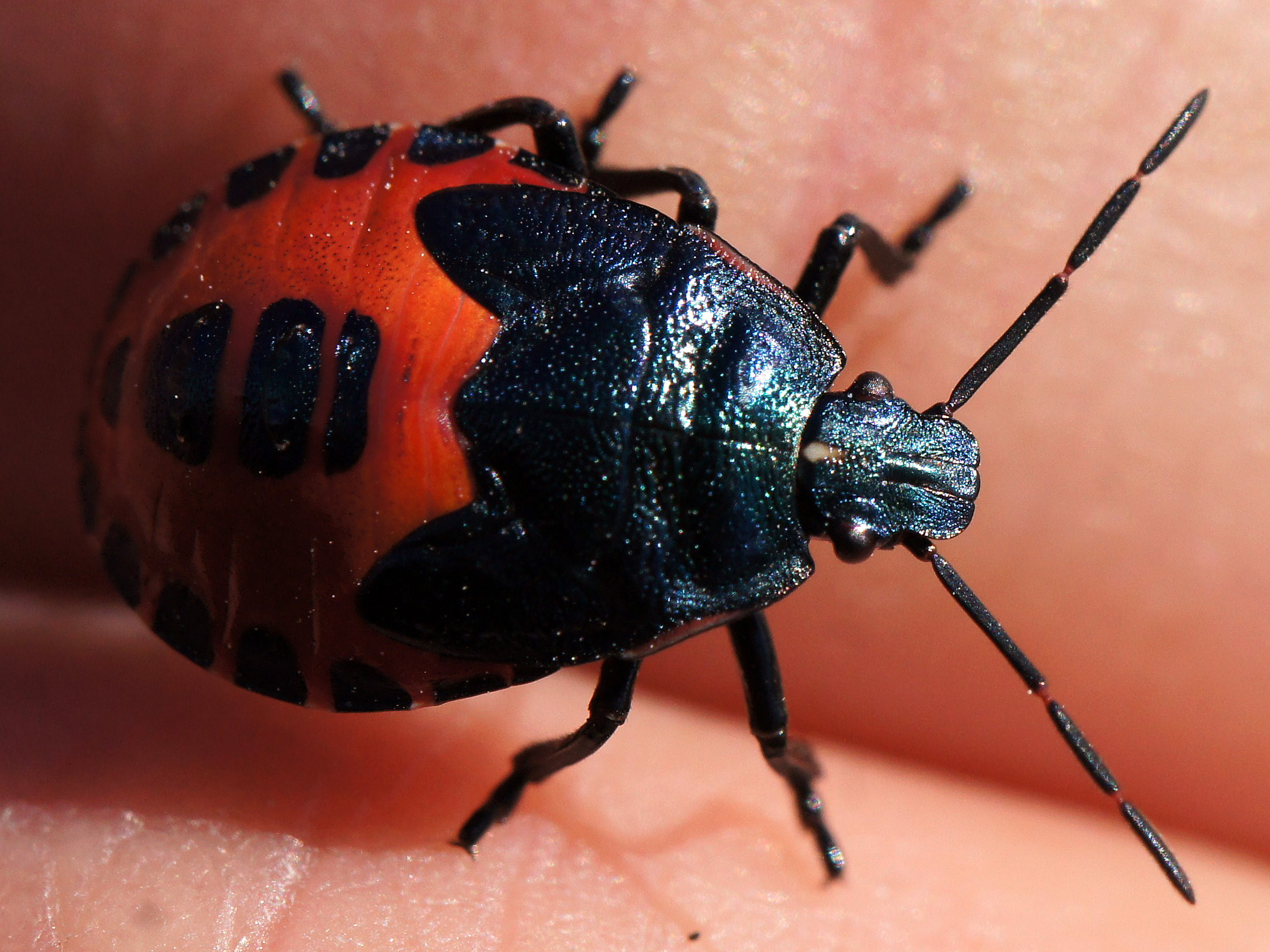
Nymphe von Jalla dumosa

Die Silberperlenwanze (Jalla dumosa), auch Jallas Baumwanze genannt, ist eine Wanzenart aus der Unterfamilie Asopinae, die zur Familie der Baumwanzen (Pentatomidae) gehört.   

## Merkmale
Die ovalförmigen Wanzen erreichen eine Größe von 12 bis 15 Millimeter. Ihre braune Oberfläche weist zahlreiche schwarze Pigmente auf. Charakteristisch für die Wanzenart ist eine gelbe oder rötliche Strichzeichnung, die über Kopf, Halsschild und Schildchen verläuft. Außerdem befindet sich an der Basis des Schildchens zu beiden Seiten jeweils ein großer gelber bis rötlicher Fleck. Die schwarzen Beine weisen ein gelb oder rötlich gefärbtes Mittelstück der Femora auf.
Die Nymphen sind dunkelblau bis schwarz gefärbt und besitzen einen rot oder rosa gefärbten Hinterleib.

## Verbreitung
Die Art kommt in der Paläarktis vor. Jalla dumosa ist in Europa weit verbreitet. In Deutschland ist sie nicht häufig. Sie fehlt auf den Mittelmeerinseln, in Norwegen, Island und Irland. Keine Nachweise gibt es bisher aus Albanien und Andorra.

## Lebensweise
Die Wanzenart Jalla dumosa bevorzugt trockene, warme bis halbschattige Standorte. Sie hält sich meist am Boden oder in der Krautschicht auf. Die Wanzen ernähren sich räuberisch von verschiedenen Gliederfüßern wie beispielsweise Schmetterlingsraupen, deren Körpersaft sie mit Hilfe ihres Stechrüssels aussaugen. 
Die Wanzenart tritt in einer Generation pro Jahr auf. Die adulten Wanzen paaren sich im Frühjahr und legen ihre Eier ab. Ab August fliegt die neue Generation, die dann als Imago überwintert.

## Systematik
Aus der Literatur sind folgende Synonyme bekannt:
- Cimex dumosa Linnaeus, 1758